# Терники
Терники — колишнє село в Україні, Синельниківському районі Дніпропетровської області. Було розташоване в двох кілометрах від села Красне. Зняте з обліку 11 березня 1993 року.